# Rudolf Teschner

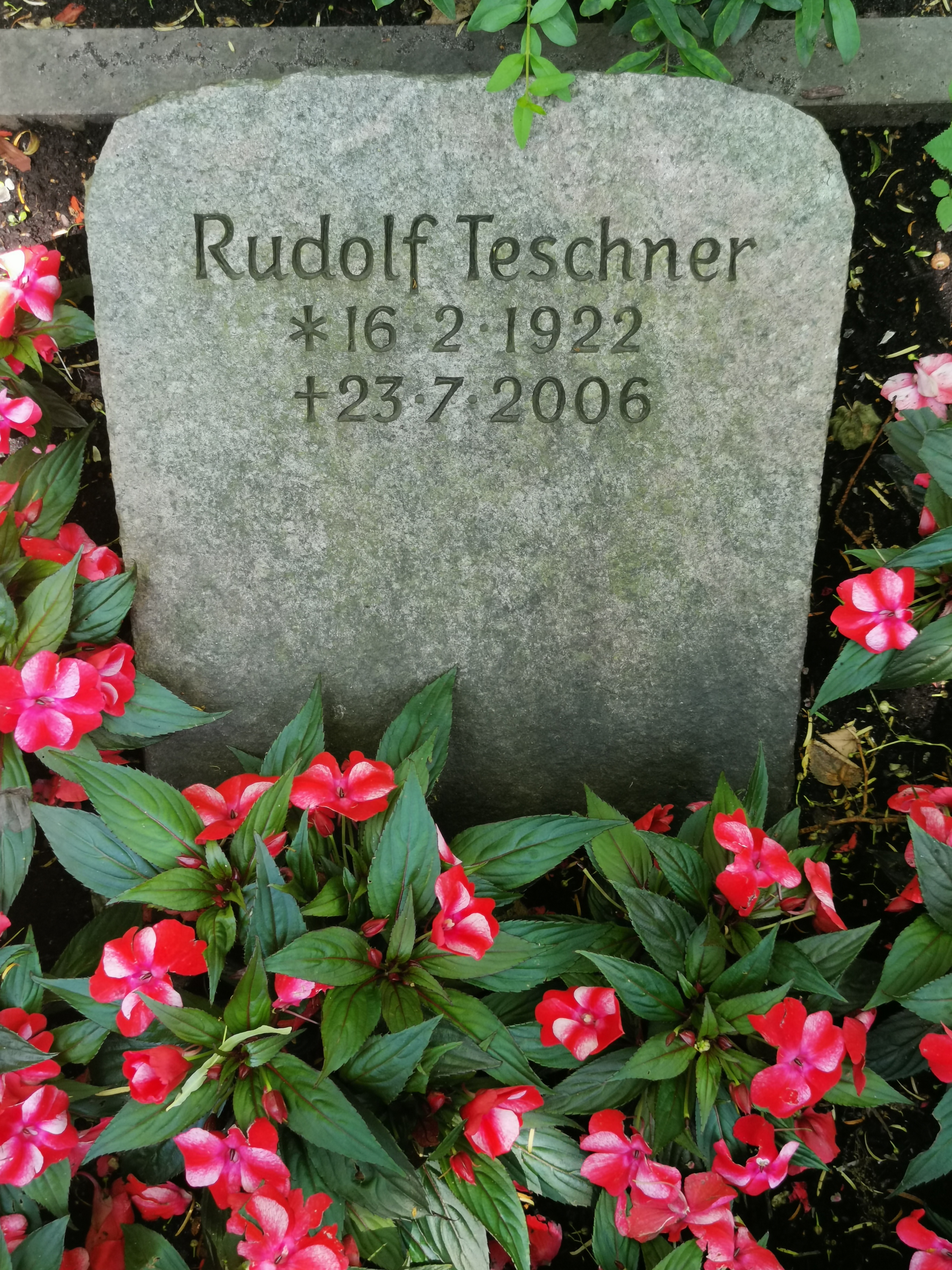
Grab auf dem Friedhof Berlin-Steglitz

Rudolf Teschner (* 16. Februar 1922 in Potsdam; † 23. Juli 2006 in Berlin-Steglitz) war ein deutscher Schachspieler und -publizist.

## Leben
Teschner, beruflich technischer Angestellter, erlernte als Elfjähriger gemeinsam mit seinem älteren Bruder Hermann das Schachspiel und machte rasch Fortschritte. Er wurde sieben Mal Meister von Berlin. 1942 gewann er einen Wettkampf gegen Friedrich Sämisch mit 5:3. 1946 belegte er in Leipzig den vierten Platz bei der 1. Meisterschaft der Sowjetischen Besatzungszone, die Berthold Koch gewann. Im Jahre 1948 gewann er in Bad Doberan die Ostzonen-Meisterschaft. Im Jahre 1951 in Düsseldorf wurde er Erster vor Gerhard Pfeiffer bei der Gesamtdeutschen Meisterschaft.
Die FIDE verlieh ihm 1957 den Titel Internationaler Meister. Beim Zonenturnier von Berg en Dal 1960 teilte er Platz 2 und 3 und qualifizierte sich damit für das Interzonenturnier in Stockholm 1962, bei dem ihm ein Remis gegen Bobby Fischer gelang. Er gewann das Weihnachtsturnier von Reggio nell’Emilia 1963/1964 und 1964/1965 (jeweils geteilter 1.–4. Platz). Im Jahre 1967 gewann er in Monaco das B-Turnier und wurde 1968 im Bamberger Jubiläumsturnier gemeinsam mit Wolfgang Unzicker Vierter und erhielt den Preis für die schönste Partie.
Im Jahre 1992 verlieh ihm die FIDE den Titel Großmeister ehrenhalber (HGM = Honorary Grandmaster). Teschners letzte Elo-Zahl betrug 2295, er spielte allerdings nach 1994 keine Elo-gewertete Partie. Seine höchste Elo-Zahl von 2450 hatte er im Juli 1971. Vor Einführung der Elo-Zahlen lag seine beste historische Elo-Zahl bei 2633, diese erreichte er im Mai 1968.
Teschners besondere Leistung lag neben dem Turnierspiel in seiner Publikationsarbeit. Er war nach Beendigung des Zweiten Weltkriegs Herausgeber der monatlich erscheinenden Deutschen Schachzeitung. Sie erschien unter seiner Leitung von 1950 bis 1988, wobei ihn Kurt Richter bis zu seinem Tod 1969 unterstützte. Als (dann einziger) Redakteur korrespondierte Teschner mit einer Vielzahl namhafter freier Mitarbeiter aus der ganzen Welt, meist in deren Muttersprache. Außerdem betreute er die Schachspalten des Berliner Tagesspiegel und der Berliner Morgenpost und hielt zahlreiche Volkshochschul-Kurse. Ein Herzanfall als Folge der völlig überraschenden Einstellung der Deutschen Schachzeitung durch den Verlag de Gruyter zwang ihn 1988 zu einer mehrmonatigen Pause. Den Entschluss, sein Leben neu zu ordnen, setzte er umso lieber um, als ihm in den Jahren 1988 bis 1992 vier Enkelkinder geboren wurden. An großen Turnieren hat Teschner nicht wieder teilgenommen, wohl aber noch an zahlreichen kleinen, hauptsächlich in seiner Heimatstadt Berlin. Eine weitere negative Erfahrung musste er 2001 machen, als seine über 50 Jahre währende Mitarbeit beim Tagesspiegel wegen Aufgabe der Schachrubrik über Nacht und formlos beendet wurde. Die „kalten“ Entscheidungen der beiden Verlage haben ihn vor allem durch die Form getroffen; rasch ergriff Teschner aber die Gelegenheit, sich den neu an ihn herangetragenen Buchprojekten zu widmen, wo er besonders gern an den Neuauflagen einiger seiner älteren Bücher durch verschiedene Verlage mitarbeitete.

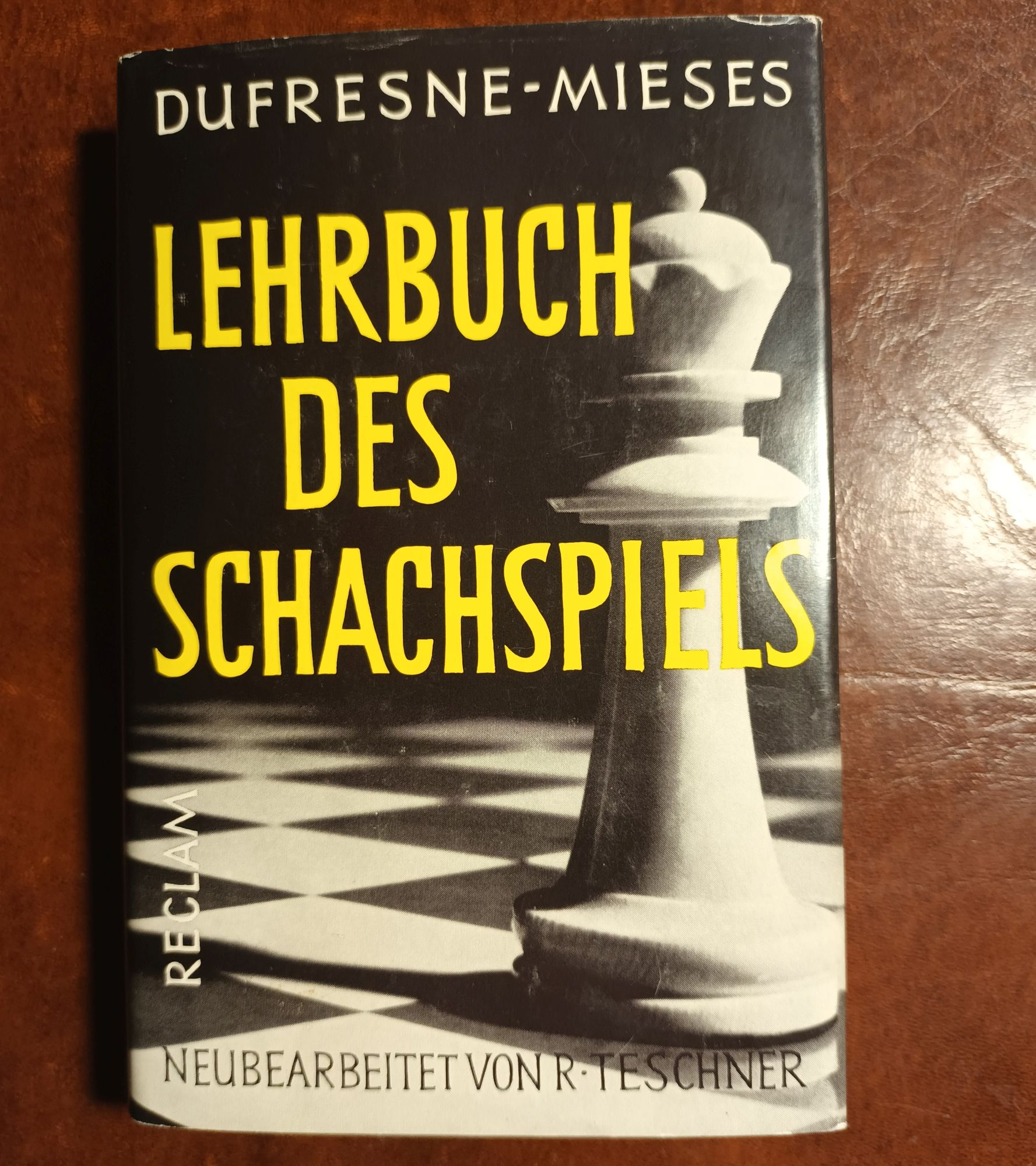
Lehrbuch des Schachspiels (28. A., 1992)

Neben seiner Turnierpräsenz und der Arbeit für die Zeitungen gab Teschner in den letzten 50 Jahren eine Vielzahl von Schachbüchern heraus. Neben dem Verfassen eigener Werke überarbeitete bzw. übersetzte er Schachbücher namhafter Autoren, meist Weltklassespieler. Insbesondere führte er das Lehrbuch des Schachspiels von Jean Dufresne und Jacques Mieses ab 1956 von der 19. bis zur 31. Auflage (2004) weiter. Hierzu setzte er ab 1988 PCs ein. Noch im Alter von 84 Jahren bearbeitete Teschner für den Olms-Verlag Schachbücher. Nach einem Schlaganfall im März 2006 starb Teschner am 23. Juli 2006.
Teschner war verheiratet und hatte drei Kinder. Seine Ehefrau Elisabeth (1923 – 2023) war in den 1960er Jahren einmal Berliner Meisterin und mehrmals Vize-Meisterin.

## Nationalmannschaft
Mit der deutschen Nationalmannschaft nahm Teschner an den Schacholympiaden 1952 und 1956 sowie den Mannschaftseuropameisterschaften 1957, 1961 und 1965 teil und gewann den Mitropacup 1976.

## Vereine
Teschner war 1947 Gründungsmitglied des SK Lasker und später Mitglied des SV Wilmersdorf, mit dem er in der viergleisigen Bundesliga von 1975 bis 1977 und in der Saison 1979/80 in der eingleisigen Bundesliga in der Saison 1980/81 spielte.

## Schachkomposition
Teschner komponierte nur sporadisch Schachaufgaben. Bekannt von ihm ist auch ein studienartiges Bauernendspiel. Seine Arbeit als Herausgeber und Autor hat ihn wohl auch auf diesem Gebiet zu einigen Beiträgen inspiriert.
|   | a | b | c | d | e | f | g | h |   |
| 8 |   |   |   |   |   |   |   |   | 8 |
| 7 |   |   |   |   |   |   |   |   | 7 |
| 6 |   |   |   |   |   |   |   |   | 6 |
| 5 |   |   |   |   |   |   |   |   | 5 |
| 4 |   |   |   |   |   |   |   |   | 4 |
| 3 |   |   |   |   |   |   |   |   | 3 |
| 2 |   |   |   |   |   |   |   |   | 2 |
| 1 |   |   |   |   |   |   |   |   | 1 |
|   | a | b | c | d | e | f | g | h |   |

Lösung:
1. Lb2–a1! (Zugzwang) e4–e3 Der sBe4 wird zum Fernblock gelenkt.
2. Kc2–b2 Kc4–d4
3. Kb2–b3 Matt
Eine Verstellung hebt das drohende Patt auf, und mittels Zugzwang wird der schwarze König auf das Feld d4 gelenkt, auf dem er einem Abzugsschach erliegt.

## Werke (Auswahl)
- Der kleine Bilguer, (Schacheröffnungen), Walter de Gruyter, Berlin 1953 (zusammen mit Kurt Richter).
- Schachmeisterpartien 1960–1965, Reclam, Stuttgart 1966.
- Schachmeisterpartien 1966–1970, Reclam, Stuttgart 1971.
- Meisterspiele – Unvergeßliche Schachpartien, Goldmann, München 1972.
- Schachmeisterpartien 1971–1975, Reclam, Stuttgart 1977.
- Turnierpartien der Gegenwart, Franckh, Stuttgart, 1978.
- Sie sind am Zug – 300 Schach-Kombinationen, Goldmann, München 1979 (4. Aufl.).
- Das moderne Schachlehrbuch, Goldmann, München 1980.
- Schachmeisterpartien 1976–1980, Reclam, Stuttgart 1983.
- Schach für Fortgeschrittene, Falken, Niedernhausen/Ts. 1986 (3. Aufl.).
- Schachmeisterpartien 1981–1985, Reclam, Stuttgart 1986.
- Schachmeisterpartien 1986–1990, Reclam, Stuttgart 1991.
- Fischer gegen Spasski 1972 und 1992, Olms, Zürich 1993.
- Eine Schule des Schachs in 40 Stunden, Olms, Zürich 1993 (ein auch in Englisch und Spanisch erschienener Klassiker; Gesamtauflage bei verschiedenen Verlagen 150.000 Expl.).
- Jean Dufresne, Jaques Mieses, hrsg. von Rudolf Teschner, Lehrbuch des Schachspiels, Reclam, Stuttgart, 2004 (31., vollst. neubearb. A.).
- Schachmatt (zusammen mit Kurt Richter), Joachim Beyer Verlag, Eltmann 2014, ISBN 978-3-940417-58-9.

## Nachweise
1. ↑  1. Meisterschaft der Sowjetischen Besatzungszone 1946 in Leipzig auf TeleSchach (Kreuztabelle)
2. ↑  Deutsche Schacheinzelmeisterschaft 1951 in Düsseldorf auf TeleSchach (Kreuztabelle)
3. ↑  Willy Iclicki: FIDE Golden book 1924–2002. Euroadria, Slovenia, 2002, S. 89.
4. ↑  Berg en Dal, torneo zonale A 1960 (Memento vom 14. März 2012 im Internet Archive)
5. ↑  Elo-Historie bei olimpbase.org (englisch)
6. ↑  Rudolf Teschners Ergebnisse bei Schacholympiaden auf olimpbase.org (englisch)
7. ↑  Rudolf Teschners Ergebnisse bei Mannschaftseuropameisterschaften auf olimpbase.org (englisch)
8. ↑  Rudolf Teschners Ergebnisse bei Mitropacups auf olimpbase.org (englisch)
9. ↑  Johannes Eising, Karl-Heinz Podzielny, Gerd Treppner: Schach-Bundesliga 1974-80, Bamberger Schachverlag, Bamberg 1981, ISBN 3-923113-00-5, S. 106.

| Personendaten    | Personendaten           |
| ---------------- | ----------------------- |
| NAME             | Teschner, Rudolf        |
| KURZBESCHREIBUNG | deutscher Schachspieler |
| GEBURTSDATUM     | 16. Februar 1922        |
| GEBURTSORT       | Potsdam                 |
| STERBEDATUM      | 23. Juli 2006           |
| STERBEORT        | Berlin                  |